# Tineobius columbi
Tineobius columbi är en stekelart som först beskrevs av Girault 1923.  Tineobius columbi ingår i släktet Tineobius och familjen hoppglanssteklar. Inga underarter finns listade i Catalogue of Life.